# Kebowan (Suruh)
Kebowan is een bestuurslaag in het regentschap Semarang van de provincie Midden-Java, Indonesië. Kebowan telt 2759 inwoners (volkstelling 2010).